# 셰펄리 초두리
셰펄리 초두리(Shefali Chowdhury, 1988년 6월 20일 ~ )는 웨일스의 배우이다. 해리 포터 영화 시리즈의 파르바티 패틸 역으로 출연하였다.

## 출연 작품
- 해리포터와 불의 잔

## 같이 보기
- 해리 포터의 출연 배우 목록